# Seton Lloyd
Seton Howard Frederick Lloyd (* 30. Mai 1902 in Birmingham; † 7. Januar 1996 in Faringdon, Oxfordshire) war ein britischer Vorderasiatischer Archäologe. 
Lloyd besuchte die Uppingham School und studierte anschließend Architektur an der Architectural Association in London bis zum Abschluss 1926. Seine ersten archäologischen Erfahrungen machte er bei den Ausgrabungen von Tell el-Amarna unter Henri Frankfort. Von 1930 bis 1937 arbeitete er unter dessen Leitung bei Ausgrabungen im Rahmen der Iraq Expedition im Diyala-Gebiet. 1937 bis 1939 führte er mit John Garstang Ausgrabungen in Mersin durch. Seit 1939 arbeitete er für die Antikendirektion des Irak in Bagdad. Er führte dort mehrere große Ausgrabungsprojekte durch, u. a. Tell Uqair, Eridu, Tell Asmar und Ḫorsabad. 1948 wurde er Direktor des British Institute of Archaeology in Ankara, das er bis 1961 leitete. In der Türkei wirkte er bei Ausgrabungen in Beycesultan, Polatlı, Harran und Sultantepe mit. Hinzu kamen Surveys, vor allem im Dschabal Sindschar. Von 1962 bis 1969 war er Professor für Vorderasiatische Archäologie am Institute of Archaeology der University of London. 1955 wurde er zum Mitglied der British Academy gewählt.